# Szklana żabka
Szklana żabka (Hyalinobatrachium colymbiphyllum) – gatunek małego płaza z rzędu płazów bezogonowych, z rodziny szklanych żab (Centrolenidae). Występuje na terenie Ameryki Centralnej (Honduras, Kostaryka, Panama) i zachodniej Kolumbii. 

## Opis

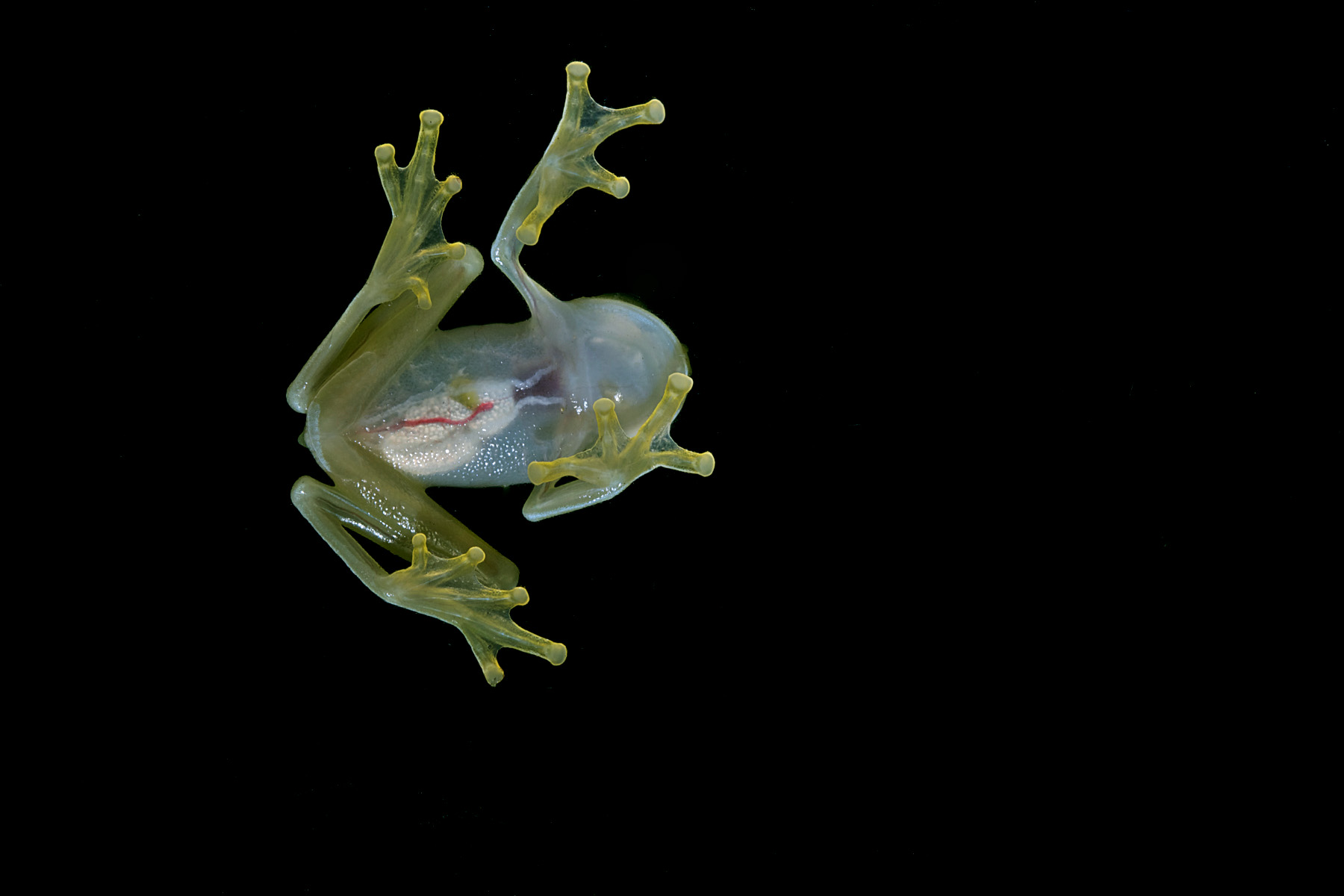
Szklana żabka oglądana od spodu

Wielkość płaza dochodzi do 3 cm. Gatunek ten charakteryzuje się rzadką cechą przezroczystości tkanki mięśniowej oraz skóry. Od strony brzusznej widoczne są wewnętrzne narządy, od strony powierzchni górnej skóra jest mniej przezroczysta o zabarwieniu zielonkawym z jasnymi plamkami. Tęczówka w kolorze złocistym.
Szklana żabka prowadzi nadrzewny tryb życia. Zamieszkuje krzewy i młode drzewka w pobliżu strumieni. Za dnia wyleguje się na dużych liściach, wieczorem po zmierzchu staje się aktywną, polując na małe owady.

### Rozród
Rozmnażanie odbywa się na liściu zwisającym w bezpośrednim sąsiedztwie z wodą. Samica składa na liściu po kilkadziesiąt sztuk jaj, które otoczone są galaretowatą osłonką. Rozwój jaj odbywa się na liściu. Skrzek namoczony deszczówką zsuwa się z czasem z liścia wpadając do wody, gdzie następuje końcowy etap w rozwoju kijanki.

## Status
W Czerwonej księdze gatunków zagrożonych IUCN płaz ten klasyfikowany jest jako gatunek najmniejszej troski (LC, ang. Least Concern).
Jest to gatunek zazwyczaj pospolity. Trend liczebności jego populacji oceniany jest jako stabilny.
Lokalne zagrożenie dla gatunku stanowi utrata siedlisk leśnych.